# Мазепа (Пенсільванія)
Людина, на честь якої названі ці об’єкти: Іван Мазепа
Мазе́па (англ. Mazeppa) — село, розташоване в окрузі Юніон, штат Пенсільванія, США.

## Історія
Мазепа засноване Самюелем Боєром і його дружиною Сарою, приблизно 1886 року. Перша назва — Боєртаун. Назву Мазепа селу на честь гетьмана Івана Мазепи дав учитель Клеман Едмундс в 1886 році, взявши його з твору «Мазепа» лорда Джорджа Байрона. У 1888 році в Мазепі побудовано перший млин, який функціонував до 1981 року. Через Мазепу проходить автодорога № 1001.